# Hermann Krahforst
Hermann Krahforst (* 12. November 1872 in Friesdorf; † 21. September 1943 in Aachen) war ein Kunstmaler zu Aachen.

## Leben
Hermann Krahforst war Schüler des niederrheinischen Malers Friedrich Stummel sowie von Martin von Feuerstein an der Akademie der Bildenden Künste München. Krahforst war Mitglied der Katholischen Studentenverbindung Carolingia Aachen im Kartellverband katholischer deutscher Studentenvereine (KV). 1909 wurde er wegen seiner Verdienste um den KV auch Ehrenphilister des KStV Wiking Aachen im KV.
Krahforst hatte seit 1900 sein Atelier in Aachen und war Lehrer an der Aachener Kunstgewerbeschule.

## Werke
Krahforst war vor allem als Kirchenmaler tätig, er hat in Aachen und Umgebung viele neu erbaute Kirchen ausgemalt, u. a. St. Nikolaus und St. Paul in Aachen, die Kirchen in Lobberich, Geilenkirchen, Hünshoven, Wassenberg und Willich, aber auch die 1913 errichtete Augustinus-Kirche in Nordhorn. Für das Kreishaus in Heinsberg und das Gymnasium Dionysianum Rheine schuf er Historienbilder. Im 1906 neu erbauten Kaiser-Karls-Gymnasium Aachen versah er das Erdgeschoss mit ornamentalen Ausmalungen und die Eingangshalle mit einem großen Gemälde zur Akademie Karls des Großen. Im Übrigen war Krahforst auch als Porträtmaler tätig.
1907 entwarf er für den KV das neue Verbandswappen, das im Gegensatz zu der üblichen Überladenheit sonstiger, insbesondere studentischer Heraldik in klaren Formen mit Anklängen an den Jugendstil gestaltet war.
1914 entwarf und inszenierte er im Rahmen der Gedenkfeiern zum 1100-jährigen Todestag Karls des Großen in Aachen im großen Saal des Kurhauses an mehreren Tagen sechs sog. Lebende Bilder zu Szenen und Episoden aus dem Leben Karls d. Gr.
Als Illustrator trug er u. a. die Zeichnungen zu dem Roman Der graue Alltag und sein Licht  sowie dem Gedichtband Rotbraunes Heidekraut von Felicitas Rose bei.